# Mahatsinjo (Maevatanana)
Pour les articles homonymes, voir Mahatsinjo.
Mahatsinjo est une commune urbaine malgache située dans la partie sud de la région de Betsiboka.